# 장영주 (성우)
장영주(1956년 7월 15일 ~ )는 대한민국의 성우이다. 1976년 EBS에 입사했으며, 현재는 EBS 1기이다. 교육방송 성우극회 소속.

## 주요 출연작품

### 애니메이션
- 《슈퍼걸 노바》 (비디오) - 마가미 에이코(A코)
- 《신밧드의 모험》 (EBS)
- 《플랜더스의 개》 (EBS)

### 드라마
- 《하늘아 하늘아》 (KBS2)
- 《전설의 고향》 (KBS2)
- 《네 꿈을 펼쳐라》 (EBS)
- 《천사들의 합창》 (EBS) - 오라카 교장